# Pallium (Antiquité romaine)

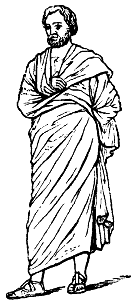
Pallium (manteau grec) sur un chiton.

Le pallium romain (diminutif : palliolum, un petit pallium) est issu de l'himation grec. C'est un vêtement rectangulaire (la pièce d'étoffe) sans couture qui se portait comme un manteau, parfois à même la peau, sur une tunique ou sur un chitôn, aussi bien pour les hommes que pour les femmes (alors sur le chitôn, ou la stola). La paramentique de l'Église primitive a utilisé depuis ce terme pour le pallium de l'Église latine, ou l'omophore de l'Église orientale, mais il s'agit aujourd'hui juste d'une étole, signe de l'épiscopat.

## Historique

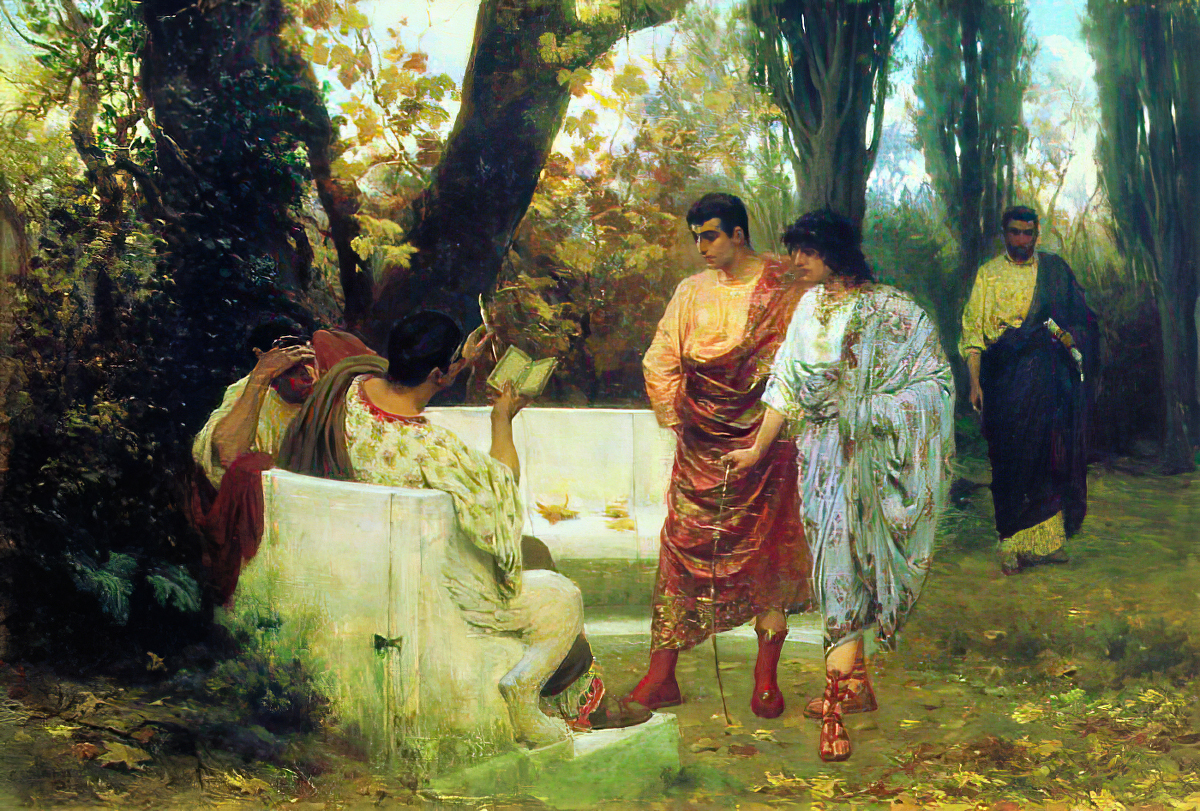
Catulle lisant ses œuvres à ses amis (Stefan Bakałowicz, 1857-1947), Galerie Tretiakov (1885)

Le pallium est un vêtement d'une seule pièce, mais il sert aussi de couverture pour la nuit, comme le précise par exemple Juvénal.
Le pallium  est rabattu sur l'épaule gauche, passe dans le dos, puis sous le bras droit laissant l'épaule droite découverte. Il est plus pratique et moins solennel que la toge, au point qu'Auguste ordonne, sans succès, aux sénateurs de le porter. L'empereur étant en villégiature à Capri en 78 av. J.-C, et afin de se distraire « pour les derniers jours de son séjour, distribue comme présents des toges [romaines] et des manteaux [grecs], stipulant que les Grecs et les Romains devaient échanger leurs vêtements et leurs langues. » La toge romaine évolue quant à elle vers une pièce d'étoffe demi-circulaire, dont le bord droit peut mesurer jusqu'à 6,50 mètres . La draper sur soi demande souvent l'aide d'un esclave.

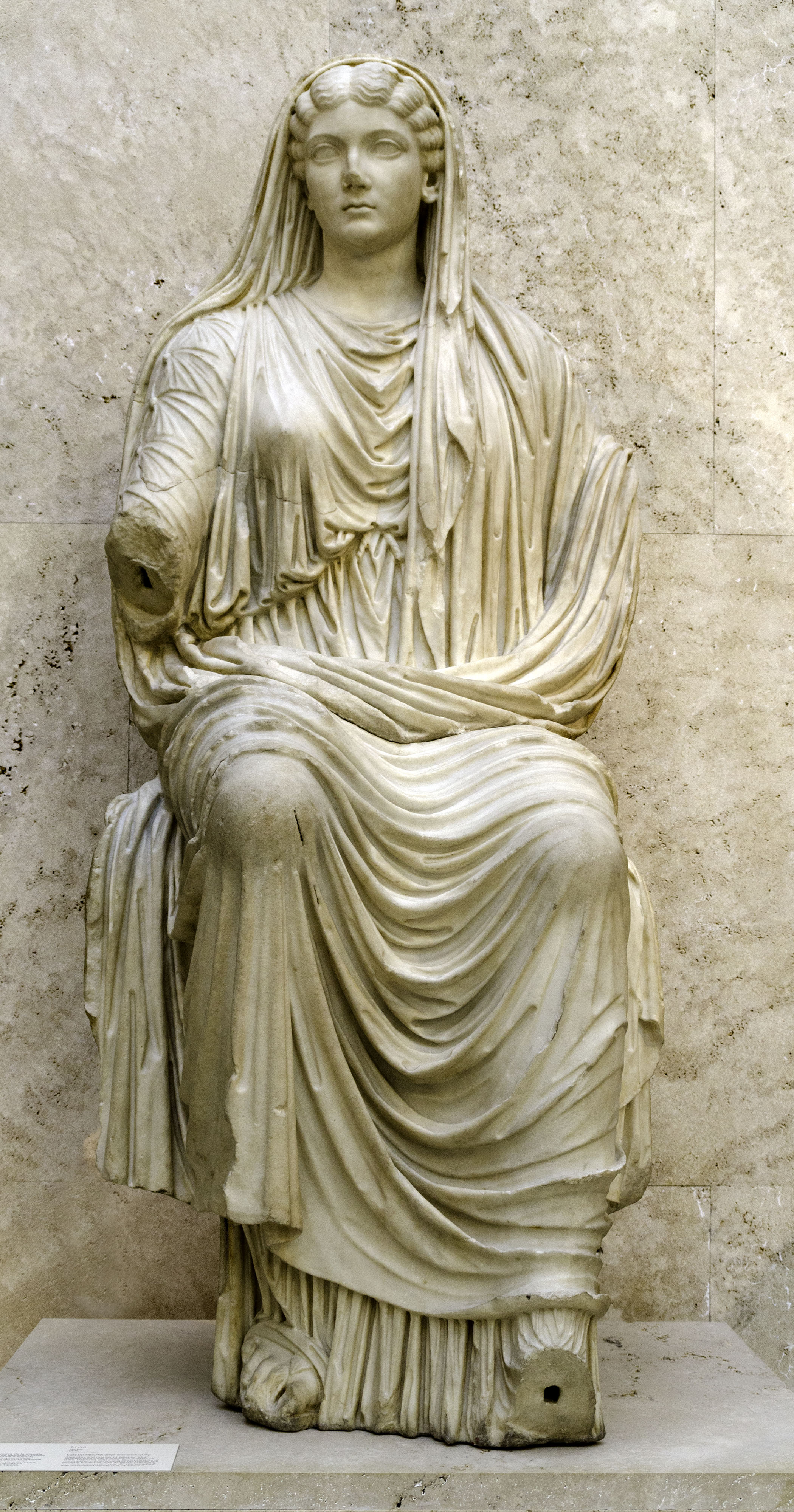
Version féminine du pallium: la palla (Livia Drusilla, Madrid)

Le pallium romanisé est porté par le peuple comme un vêtement quotidien au IIe siècle, pour être ensuite adopté par toutes les couches de la population. Il peut se porter dans la rue comme pour les banquets, mais les Romains préfèrent plutôt pour les repas la synthesis en forme de tunique pour le haut et de toge pour le bas, qui est plus pratique.
Apulée évoque un rêve dans les Métamorphoses, où il voit l'apparition de la déesse « Mère des dieux » portant une tunique par-dessus laquelle est un manteau (pallium) qui lui « éblouit les yeux ». Ce manteau est « d'un noir profond (...) passant sous le bras droit pour revenir sur l'épaule gauche, à la façon d'une toge, se déployant harmonieusement tandis que l’extrémité libre retombe en plis nombreux jusqu'en bas et se termine par des franges nouées. ». 
Le manteau romain est de couleur différente: pour le peuple, il est en lin (pallium carbaseum) ou le plus souvent en laine naturelle donc gris ou beige clair et descend simplement en dessous du genou, pour les hautes classes, il est blanc, pourpre, noir, bleu, ocre jaune, couleur safran, jaune croceus porté par les femmes et les hommes efféminés (selon Cicéron), le vert pâle est aussi prisé. Le manteau est dans les hautes classes frangé parfois de couleur pourpre ou de fils d'or, avec des broderies, et galonné. Il est généralement en laine, en lin, mais peut aussi être en soie ou en étoffe de prix et tissé de fils d'or. Les Romaines revêtent un manteau dérivé du pallium, la palla à quatre côtés qui tombe jusqu'aux pieds et recouvre la tête et les épaules.

## Le pallium, manteau des philosophes
Le pallium à Rome, depuis le siècle d'Auguste, devient l'habit des philosophes, d'où l'expression ad pallium reverti d'Ammien Marcellin qui signifie « retourner à la pratique de la philosophie », ainsi que des amateurs d'art, des pédagogues et d'une manière générale des amateurs de la culture grecque.
Comme le dit Albert Thibaudet dans son Socrate, « Le manteau philosophique, comme le froc du moine, nous paraît une protestation contre la cité humaine, une manière de se tenir hors de ses cadres et de son être ».
D'abord porté par les partisans de la culture grecque, par les philosophes, les pédagogues et les amateurs d'art, comme nous le rapporte Tite-Live (XXIX, 10), vu son caractère plus pratique que la toge solennelle, il fut bientôt porté par toutes les couches de la population au point qu'Auguste ait même essayé, mais sans succès devant les réactions traditionalistes du Sénat, de la faire porter à la place de la toge, comme le rappelle Suétone (Vie d'Auguste, 40). Valère Maxime (VI, 9, ext. 1) témoigne qu'il était porté tant dans la rue que dans les banquets. Apulée nous décrit même la manière correcte de le porter (Apulée, Métamorphoses, XI, 3).
D'ailleurs, c'est à Socrate lui-même qu'Albert Thibaudet attribuait l'origine de cet usage du pallium ou tribon : « Socrate, qui a fixé une partie du genre de vie des philosophes antiques, leur a donné leur uniforme, le tribon ».

## Le pallium, manteau des premiers chrétiens

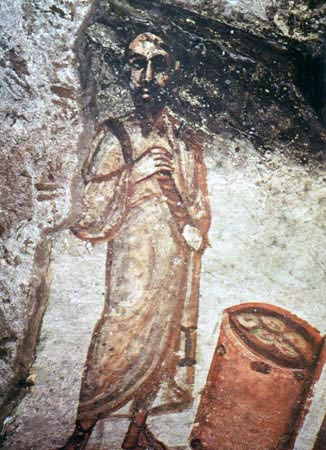
Saint Paul revêtu de la tunica et du pallium des philosophes, représentation antique.

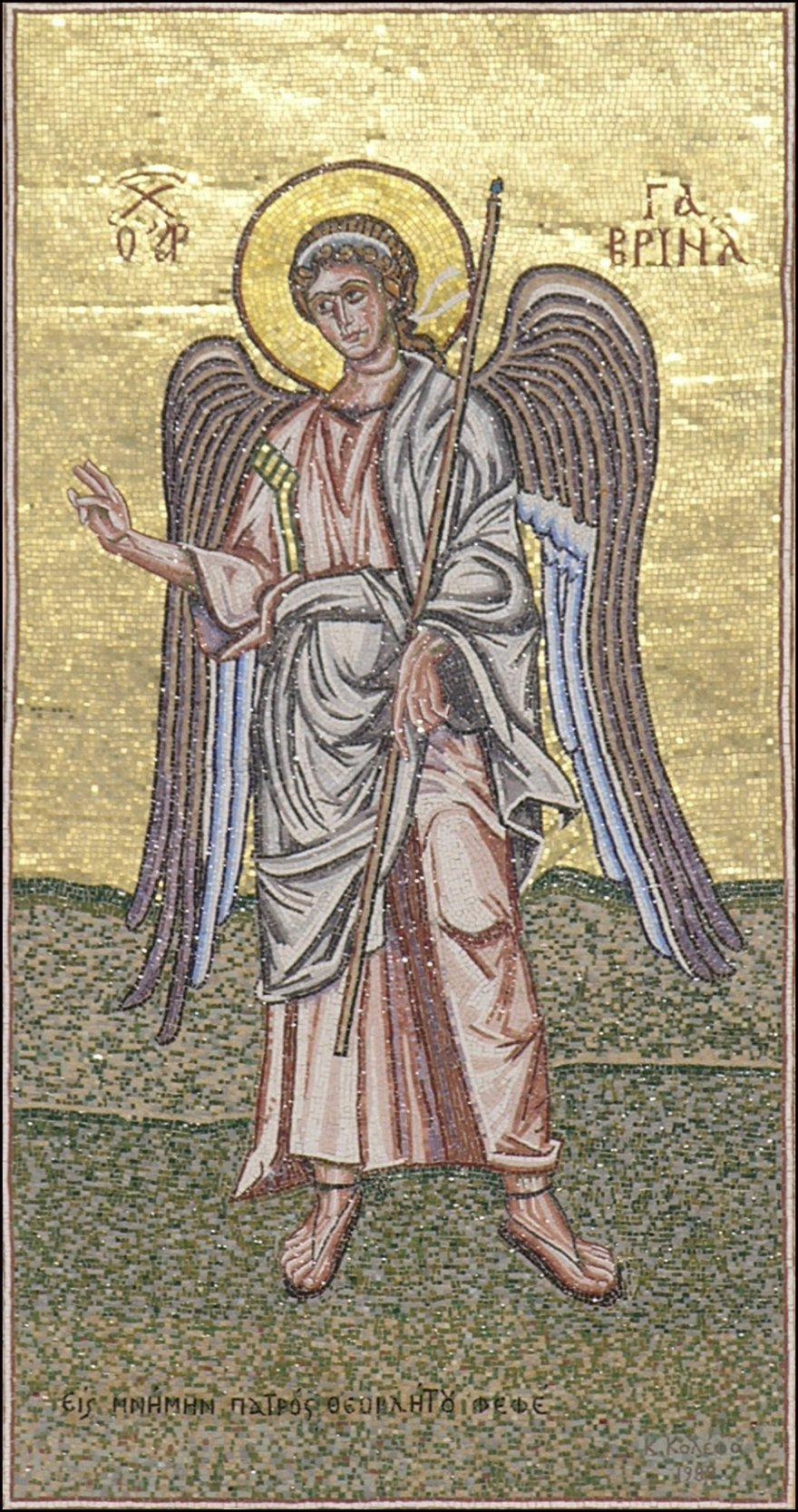
L'archange Gabriel en pallium (Kalavryta)

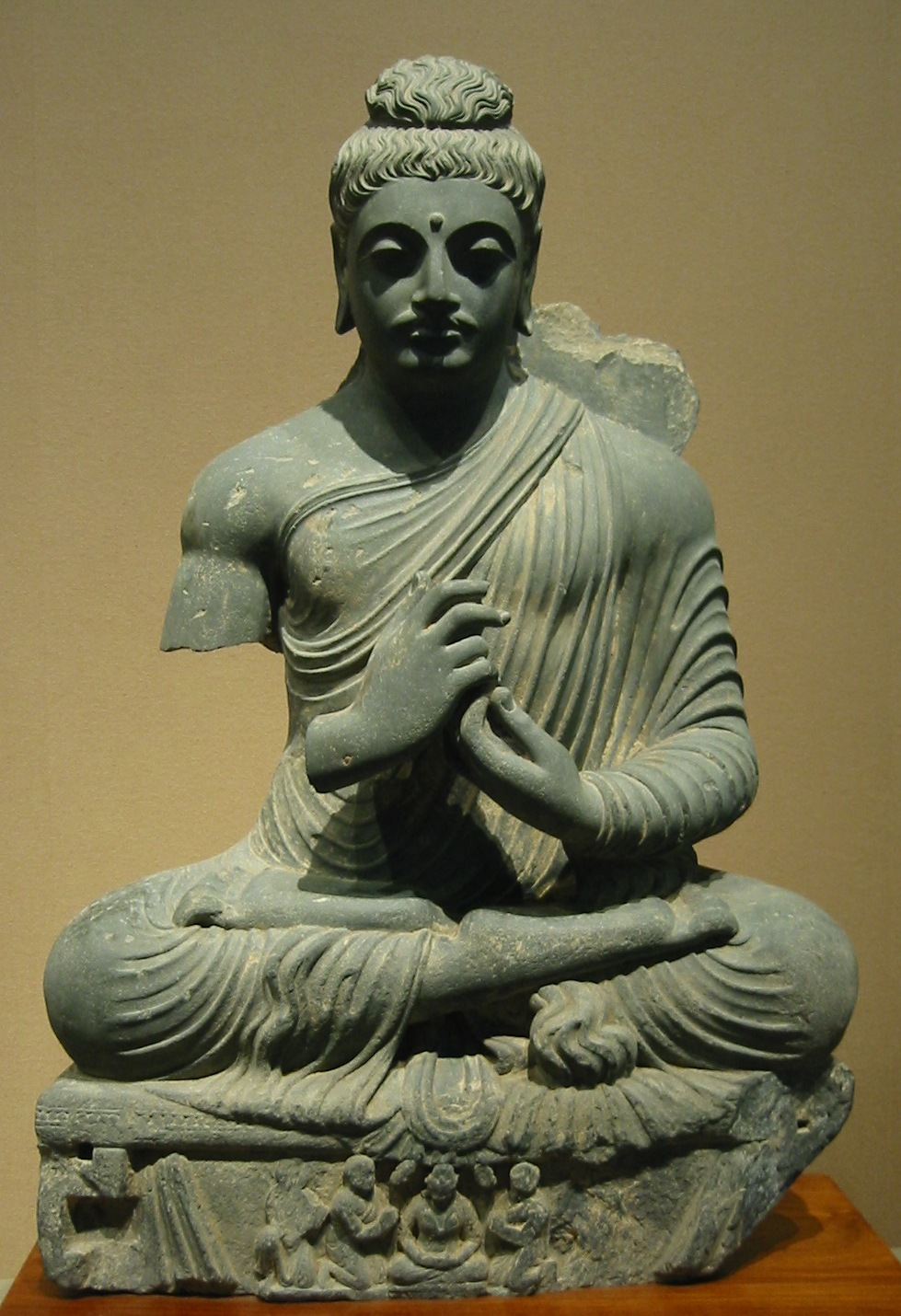
Bouddha, art du Gandhara, Statue de Bouddha revêtu du pallium, œuvre d'artistes gréco-bouddhiques du Ier siècle ou IIe siècle.

Tertullien dans son célèbre De Pallio décrit les changements « cosmiques » en comparant le « microcosme » du costume, du vêtement et des habitudes humaines au « macrocosme » de la nature. Il différencie la nature immuable de Dieu par rapport aux différentes phases historiques de l'histoire humaine. On ne doit pas blâmer le fait de changer de façon de se vêtir, si cela reste dans l'ordre de la coutume et si cela n'affecte pas la nature des choses. Les coutumes sont fidèles aux époques, la nature des choses à Dieu. Il remarque que le pallium (manteau) est adopté par les philosophes et les pédagogues. Comme les ermites, le pallium dans ce cas-là est d'étoffe simple et rustique. Il l'adopte lui-même « a toga ad pallium », provoquant l'étonnement de ses contemporains.
Ainsi, Tertullien dans ce traité De Pallio, souvent traduit sous le simple titre Du Manteau, ce qui masque en partie le but et le sens du livre, alors qu'on devrait plutôt dire Du Pallium, car c'est du sens symbolique de ce manteau, opposé à la toga, qu'il s'agit. Il a en effet abandonné la toge du citoyen romain pour revêtir l'habit spirituel tant des philosophes que des premiers chrétiens.
Gaston Boissier écrit à propos de Tertullien, "Je suppose qu'en se distinguant des autres par le costume, il s'engageait à se séparer d'eux pour mieux se conduire" et il ajoute: "À douze ans, Marc Aurèle prit l'habit de philosophe, ce qui surprit beaucoup chez un héritier de l'empire; d'autant plus qu'en se couvrant du pallium il se mit à vivre d'une façon plus austère et à coucher sur la dure" (ibidem p. 244)
En s'en référant à Matthieu (V, 40) c'était l'habit des premiers disciples : "et ei, qui vult tecum iudicio contendere, et tunicam tuam tollere, dimitte ei et pallium ": "et à celui qui veut aller en justice contre toi et t'enlever jusqu'à ta chemise, eh bien ! donne lui-même ton pallium " (éd. Nestle-Aland, p. 11)  (le grec emploie le mot himation).
Dans les représentations antiques du Christ, dans les catacombes ou trônant en gloire, c'est le pallium qu'il porte.
Comme l'écrit encore Jérôme Carcopino: « ce costume, que Mgr Wilpert appelle un habillement sacré - abiti sacri - convient aussi bien à des philosophes qu'à des docteurs de la religion nouvelle. »
Signalons que le mot "tribôn" désigne en grec le pallium philosophique fait d'un tissu usagé.
Le texte évangélique évoque les himatia (pallium au pluriel en grec) pour décrire les vêtements du Christ et une tunique sans couture que les soldats romains veulent se partager en quatre parts après la crucifixion du Christ et qu'ils tirent finalement au sort: « Milites ergo cum crucifixissent eum, acceperunt vestimenta ejus (et fecerunt quatuor partes unicuique militi partem) et tunicam. Erat autem tunica inconsutilis, desuper contexta per totum. Dixerunt ergo ad invicem: non scindamus eam, sed sortiamur de illa cujus sit. », accomplissant ainsi les Écritures.
C'est à comparer par contraste avec la façon dont le peuple jetait auparavant ses manteaux (pallia) sous les pas du Christ pour l'accueillir et l'honorer comme un roi à Jérusalem.

## Le pallium du Pape et des archevêques métropolitains
Le pallium est aujourd'hui une sorte de collier en tissu rigide de couleur blanche, se prolongeant sur l'avant et sur l'arrière par un tronçon de même tissu lesté d'un morceau de plomb.
Il est orné de croix noires (parfois rouges pour le Pape).
Il est porté lors des cérémonies officielles.
Le Pape le confère aux nouveaux archevêques métropolitains, cela représente l'unité entre les archevêques et le Pape. 

## Les transmissions

### La civilisation gréco-bouddhique
Les premières représentations du Bouddha, œuvres d'artistes de la civilisation gréco-bouddhique du Gandhara, le représente vêtu du pallium des philosophes (en sanskrit: kesa).

### Byzance

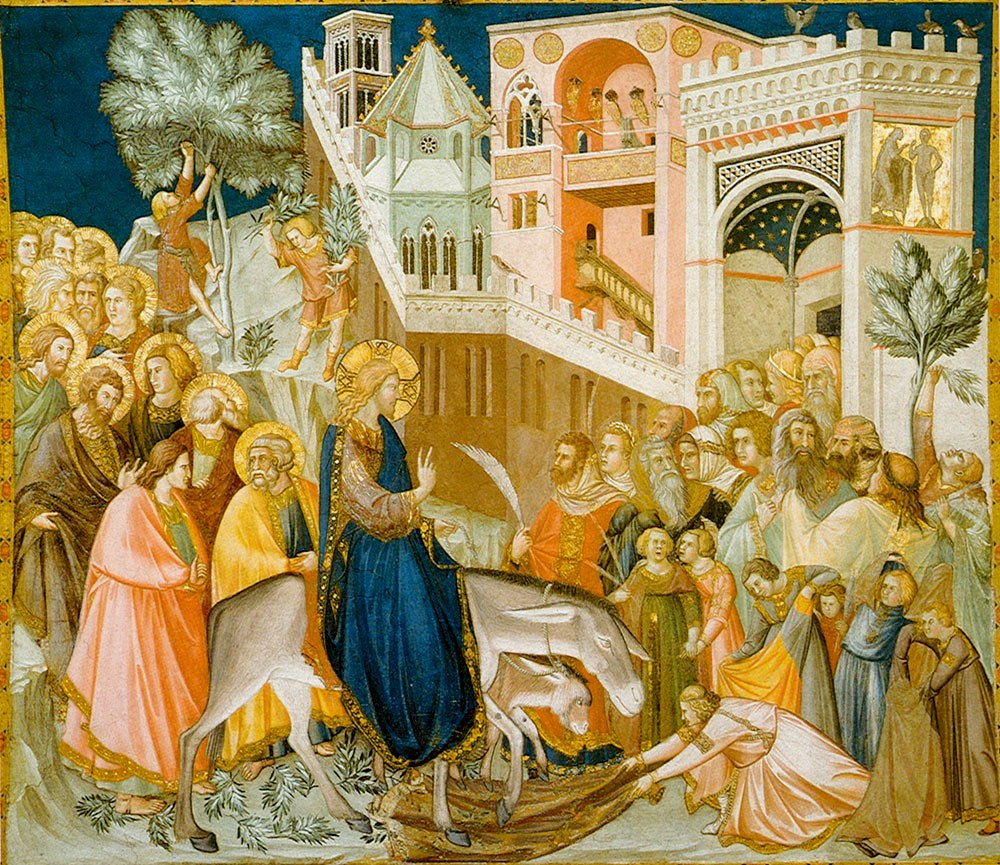
Entrée du Christ en pallium bleu à Jérusalem (Pietro Lorenzetti). Les pallia sont jetés sur le chemin pour l'honorer

Ce vêtement a été transmis à l'époque byzantine et se retrouve à la cour, chez les dignitaires, et dans la paramentique.
Le Christ et des saints sur les icônes sont représentés portant le manteau romain, ou pallium.
Le manteau est évoqué dès l'Ancien Testament: ainsi Élie le prophète le passe à son successeur Élisée dans le Deuxième livre des Rois (II, 2:11-14), signifiant la succession de l'autorité prophétique. 
Cette symbolique est reprise dans l'Empire romain d'Orient.

## Bibliographie

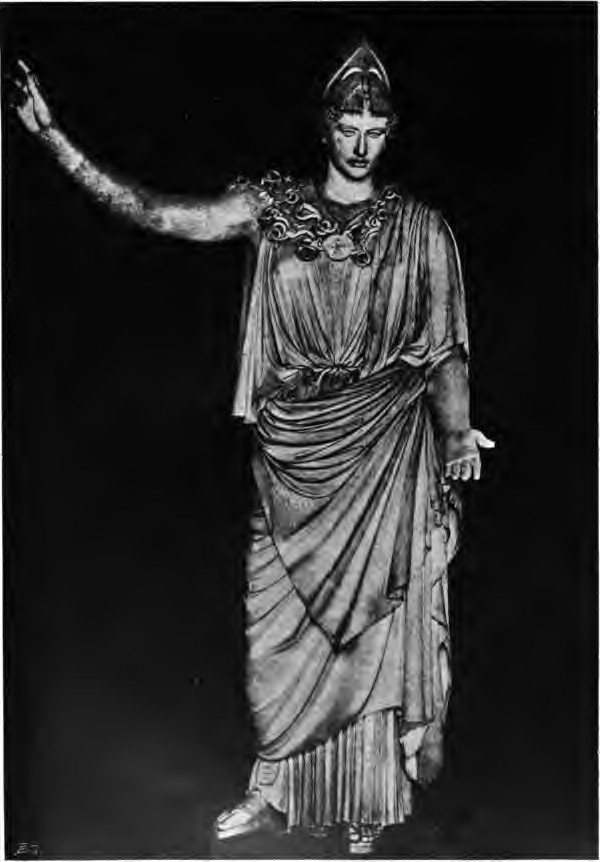
La Pallas de Velletri au Louvre, portant l'himation, ou pallium